# Campamento de Diocleciano
El campamento de Diocleciano fue un complejo militar romano o castrum construido en la antigua ciudad de Palmira en el desierto de Siria. El complejo fue construido bajo el mandato del Emperador Diocleciano a finales del siglo III y sirvió de cuartel general de la Legión I Illyricorum.
El sitio arqueológico es parte del «Sitio of Palmira», uno de los primeros sitios  en ser incluidos en la lista del Patrimonio de la Humanidad  por la Unesco (en 1980, ref. n.º 26). Luego fue designado monumento nacional y ahora está protegido por la ley 222 de Antigüedades Nacionales, modificada en 1999. La zona de protección fue aprobada en 2016.

## Antecedentes
Durante la crisis del siglo III, Palmira rompió relaciones con Roma para formar el efímero Imperio de Palmira. La ciudad fue entonces capturada por Aureliano en el 272 y acto seguido, otra infructuosa rebelión fue sofocada por los romanos en el 273.
Tras la reconquista romana, la ciudad fue refortificada con un nuevo conjunto de murallas limitándola a un área mucho más pequeña. Esto hizo que la ciudad perdiera su antigua importancia como centro de negocios semiindependiente a pesar de convertirse en un estratégico enclave militar. Esto se refleja en la práctica desaparición de Palmira de los textos históricos y así, por ejemplo, en el Notitia Dignitatum, un registro administrativo romano de finales del siglo IV, Palmira es registrada simplemente como la base de la Legión I Illyricorum.

## Descripción del sitio

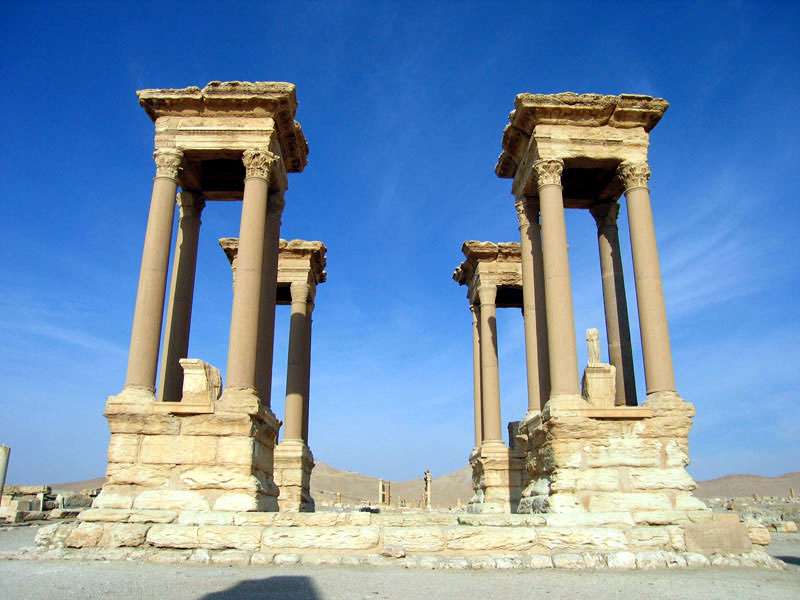
Tetrápilo de Palmira en Siria.

La zona conocida hoy como el «Campamento de Diocleciano» corresponde a un grupo de construcciones que se extiende por un área de cuatro hectáreas en el extremo occidental de la antigua ciudad. Fue construido sobre una colina separada de ciudad propiamente dicha por un pequeño muro. El complejo se organiza alrededor de dos calles columnata, la Vía Praetoria y la Vía Principalis en cuya intersección se erigía un Tetrápilo.
El eje principal era la Vía Praetoria, que comenzaba en la Puerta Praetoria y llevaba hasta lo alto de la colina donde estaba construido el Principia (Cuartel militar). Dentro del Principia y ubicado en el punto más alto del complejo estaba el llamado "Templo de Estandartes", lugar donde se custodiaban los estandartes de la legión.
El complejo pudo haber albergado barracones para los soldados aunque no está claro que realmente estuvieran allí acuartelados. Podían haber estado hospedados en la ciudad mientras que el campamento habría funcionado únicamente como cuartel general de los legionarios. El área también abarcaba el templo preexistente de Allat.
El diseño general del sitio es similar al de otros campamentos contemporáneos como el de Luxor, en Egipto, y también tiene similitudes con el palacio de Antioquía y el palacio de Diocleciano en Split. Es una muestra de como la arquitectura militar romana se había adaptado a las variaciones del clima del siglo III.
El campamento fue diseñado y construido entre el 293 y el 305. Una inscripción descubierta en el Templo de los Estandartes proclama:

[Reparato]res orbi sui et propagatores generis humani dd. pp. Diocletianus [...] [invictis]simi impp. et Constantius et Maximianus nobb. Caess. castra feliciter condiderunt [curam age]nte Sossiano Hieroclete v[ir] p[erfectissimus], praess. provinciae, d[evoto] n[umini] m[aiestati]q[ue] eorum.
Los reparadores de su mundo y propagadores del género humano a nuestros señores Diocleciano y [...], los emperadores más invictos Constantius [Chlorus] y Maximianus [Galerius], el más noble Caesar, ha fundado felizmente el campamento [castra], bajo el cuidado de Sossianus Hierocles, vir perfectissimus, Gobernador [praeses] de la provincia, devoto de sus Numen y maiestas.

Había un segundo nombre desp|ués del de Diocleciano que fue borrado de la inscripción. Probablemente se tratara  de su coemperador Maximiano, que fue condenado a Damnatio memoriae por Constantino II por lo que su nombre fue borrado de toda inscripción pública y sus imágenes fueron destruidas. Los otros coemperadores mencionados en la inscripción son Constancio I y Galerio.
No está claro que el término castra (traducido normalmente como "campamento") se refiriera exclusivamente al campamento de Diocleciano. El muro que separaba los edificios militares del asentamiento civil de Palmira era claramente sólo simbólico y había una relativa libertad de movimientos entre el campamento y el resto de la ciudad. Es posible que la ciudad entera haya sido registrada como  castrum en el sentido amplio de una plaza fortificada y no sólo el área más pequeña que ocupaba el campamento.

## Excavaciones
El lugar ha sido excavado por un equipo polaco de la Universidad de Varsovia. Las excavaciones, dirigidas por el doctor Kazimierz Michalowski, desenterraron varias estructuras que se cree fueron los cuartos de guardia, las escaleras y las  entradas laterales al campamento. Los trabajos también determinaron que la Vía Praetoria columnata es un resto de las viejas estructuras de la ciudad y probablemente anterior a la construcción del campamento en un siglo. También se ha descubierto la capa de ocupación precedente al campamento, la cual incluía un cuartel residencial y artefactos funerarios datados en el siglo I. Además, las excavaciones han descubierto varias ampliaciones correspondientes al Imperio Bizantino, incluyendo monedas y una acumulación de joyas.